# Panzer 38(t)
Panzerkampfwagen 38(t) a fost un tanc ceh folosit de Germania în timpul celui de-al doilea război mondial. Litera (t) provine de la germanul tschechisch (română: ceh). (Denumirea militară cehoslovacă era LT vzor 38. Printre denumirile fabricantului se numărau seria TNH, TNHPS, LTP și LTH.) Denumirea prescurtată a vehiculului în Germania era Sd.Kfz. 140.

## Utilizarea în România
Între mai și iunie 1943, Germania a livrat trupelor române din districtul Kuban 50 de tancuri uzate Panzerkampfwagen 38(t). Tancul a fost produs la uzinele cehe ČKD între 1939 și 1942 pentru armata germană, astfel că până la declanșarea invaziei Uniunii Sovietice din 1941 acesta devenise destul de comun printre trupele Wehrmachtului. Lăsând deoparte condiția proastă a acestora care a dus la înțelegerea româno-germană, tancurile erau doar puțin superioare lui R-2 și încă rămăseseră vulnerabile în fața tuturor tunurilor și puștilor anti-tanc sovietice. Au primit denumirea T-38 și au alcătuit Batalionul de tancuri T-38 din cadrul Regimentului 2 care de luptă, cu Companiile 51, 52 și 53 compuse din câte 15 tancuri fiecare. În iarna dintre 1943 și 1944 a fost creată temporar Compania 54 cu cele cinci T-38 ale cartierului general al batalionului. Unitatea a devenit operațională în iunie 1943 și a fost atașată Corpului de cavalerie în iulie. Au luat parte la bătăliile defensive din Kuban și Crimeea. Începând cu noiembrie 1943, tancurile T-38 din companiile 51 și 52 au fost evacuate în România. Cu toate acestea, în aprilie 1944 încă mai erau zece T-38 din Compania de tancuri 53 ca sprijin al Diviziei 10 infanterie în Crimeea. Multe au fost pierdute în aceste operațiuni iar în august 1944 Regimentul 2 care de luptă abia de mai putea arunca în luptă o companie de nouă tancuri T-38. Acestea au participat la luptele din jurul Bucureștiului și de pe câmpurile petrolifere de lângă Ploiești, iar din martie 1945 la forțarea râurilor Hron, Nitra, Váh și Morava în Cehoslovacia și mai apoi în Austria. Până pe 22 aprilie 1945 regimentul încă mai avea în posesie cinci tancuri T-38 extrem de uzate care au fost rechiziționate de sovietici.